# Joseph Stankevicius
Joseph „Joe“ Stankevicius (* 1. September 1978 in Dundas, Ontario) ist ein ehemaliger kanadischer Ruderer, der zwei Weltmeistertitel im Achter gewann.
Der 1,87 m große Joseph Stankevicius vom Leander Boat Club in Hamilton, Ontario, belegte 1998 mit dem Achter den siebten Platz beim Nations Cup, dem Vorgängerwettbewerb der U23-Weltmeisterschaften. 2000 gewann er beim Nations Cup Silber im Zweier ohne Steuermann. 2001 belegte er bei den Weltmeisterschaften in Luzern mit dem kanadischen Achter den sechsten Platz. 2002 siegte der Achter in der Besetzung Matt Swick, Kevin Light, Ben Rutledge, Kyle Hamilton, Joseph Stankevicius, Andrew Hoskins, Adam Kreek, Jeff Powell und Steuermann Brian Price bei den Weltmeisterschaften in Sevilla. Mit David Calder für Matt Swick verteidigten die Kanadier ihren Titel bei den Weltmeisterschaften 2003 in Mailand. Nach Siegen in München und Luzern im Weltcup 2004 erreichten die Kanadier bei der Olympischen Regatta in Athen nur den fünften Platz. Nach einem siebten Platz mit dem Achter bei den Weltmeisterschaften 2005 beendete Stankevicius seine Karriere.